# Пам'ятник Героям Форсування Дніпра

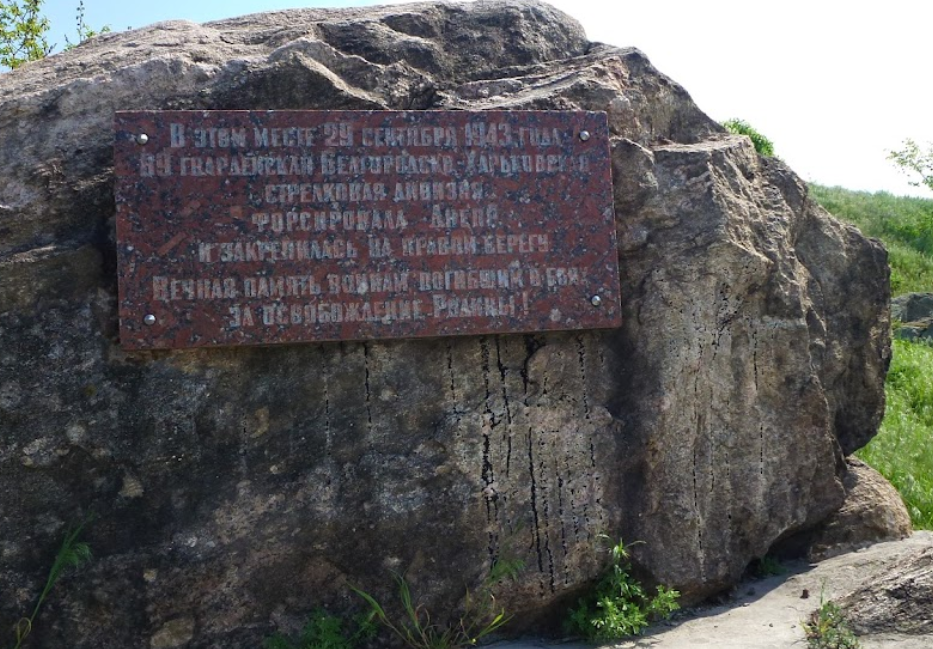
Пам'ятник Героям Форсування Дніпра

Пам'ятник Героям Форсування Дніпра — пам'ятник у селі Келеберда. Встановлений на високій гранітній скелі на березі Дніпра. Відкрито у 1989 році.

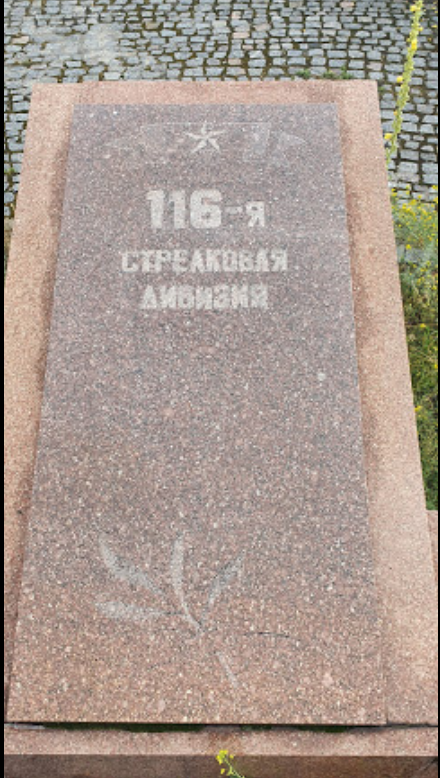
Дошка з назвою дивізії

## Опис
Пам'ятник — стела з білосрібної сталі на облицьованому червоним гранітом постаменті (висота 5 метрів).
Поруч — дошки з назвами дивізій, які форсували Дніпро у 1943 році, розширювали плацдарм.
Архітектор Л. В. Волошина.